# Whalers Bluff
Das Whalers Bluff (englisch für Walfängerklippe) ist ein 210 m hohes und steiles Kliff auf Signy Island im Archipel der Südlichen Orkneyinseln. Es ragt östlich des Port Jebsen auf.
Der höchste Punkt des Kliffs ist auf einer Karte des norwegischen Walfängerkapitäns  Magnus Thoralf Joachim Moe (1878–unbekannt) aus dem Jahr 1913 als Consulens Hat verzeichnet. Das UK Antarctic Place-Names Committee benannte das Kliff 1990 in Erinnerung an den langjährigen Walfang in den Gewässern um die Südlichen Orkneyinseln.